# Wuhan Tianhe International Airport
Wuhan Tianhe International Airport är en flygplats i Kina. som betjänar huvudstaden Wuhan i Hubei-provinsen och kringliggande område. Den ligger i stadsdistriktet Huangpi omkring 26 kilometer norr om Wuhans centrum. 
Den nuvarande flygplatsen öppnades 1995 och har sedan dess genomgått flera utvidgningar. Den har två landningsbanor med en längd  på  3400 respektive 3600 meter. Det centrala läget i Kina gör att den tjänar som nav för inrikestrafiken för de tre flygbolagen Air China, China Southern Airlines och China Eastern Airlines.